# كلارا غال
كلارا غال هي ممثلة وعارضة إسبانية ولدت في 15 أبريل 2002.

## روابط خارجية
- كلارا غال على موقع IMDb (الإنجليزية)
- كلارا غال على موقع روتن توميتوز (الإنجليزية)
- كلارا غال على موقع ألو سيني (الفرنسية)
- كلارا غال على موقع قاعدة بيانات الفيلم (الإنجليزية)